# Blaschette
Blaschette (luxembourgeois : Blaaschent, allemand : Blascheid) est une section de la commune luxembourgeoise de Lorentzweiler située dans le canton de Mersch.